# Chiliguaro
El chiliguaro es un trago popular de Costa Rica. Es una mezcla de guaro, licor destilado de caña de azúcar , tradicional de Costa Rica, combinado con salsa de chile picante. Se le suele agregar jugo de tomate, sal, limón, pimienta y otras especias utilizadas en la cocina costarricense.
Con antecedentes en la zona rural, la forma actual de la bebida surge en los bares de San José a finales del 2011, ganando rápidamente notoriedad entre los consumidores de todo el país.
En 2016, la Fábrica Nacional de Licores, dueña del monopolio de la producción de licor en Costa Rica, anunció la comercialización de una variante de esta bebida en el mercado nacional.